# 格里利 (愛荷華州)
格里利（英語：Greeley）是一個位於美國愛荷華州特拉華縣的城市。

## 地理
格里利的座標為42°35′06″N 91°20′30″W / 42.58500°N 91.34167°W，而該地的平均海拔高度為351米（即1152英尺）。

## 人口
根據2010年美國人口普查的數據，格里利的面積為0.96平方千米，當中陸地面積為0.96平方千米，而水域面積為0.00平方千米。當地共有人口256人，而人口密度為每平方千米266人。